# 海龍捲風

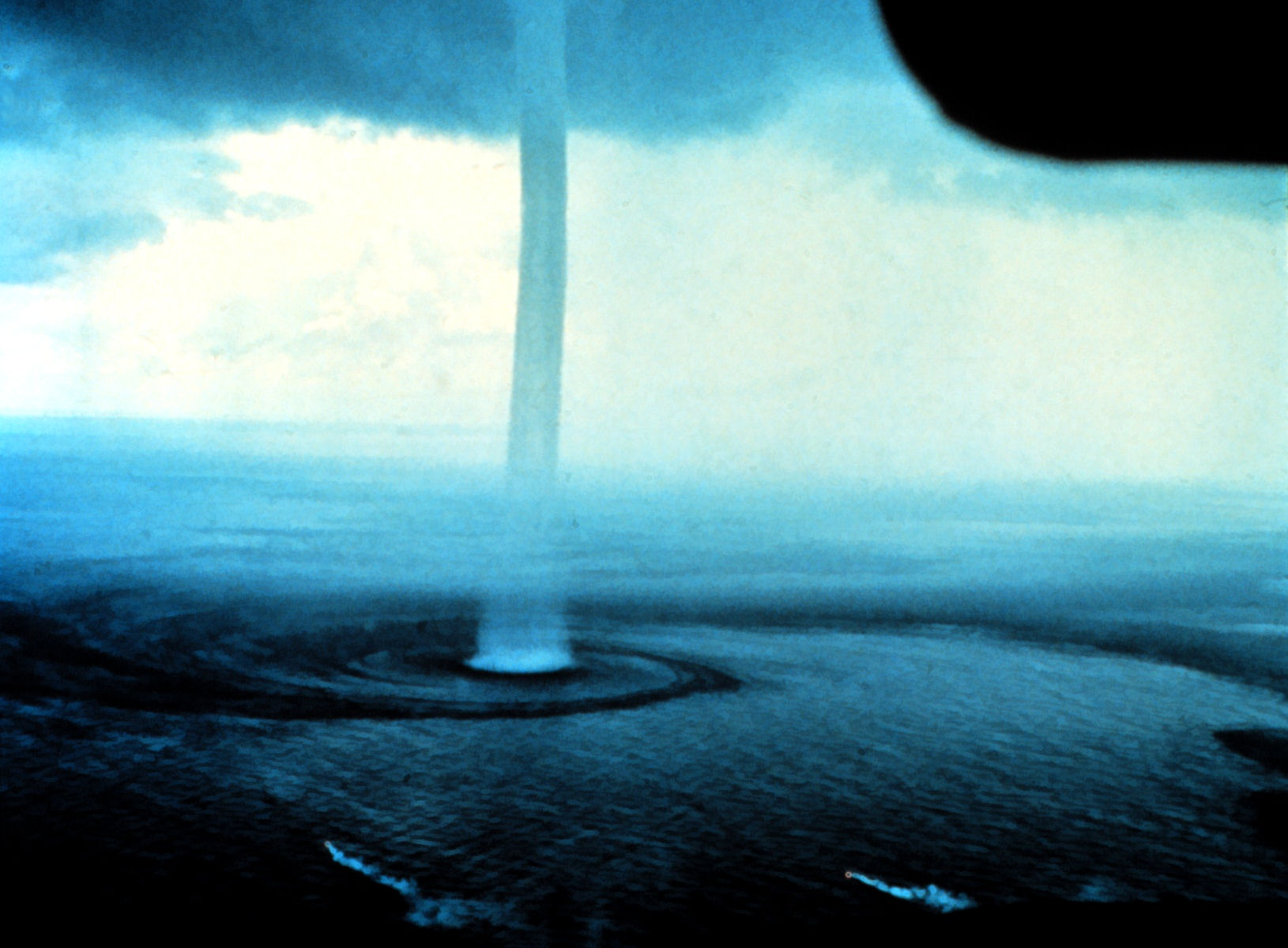
海龍捲

海龍捲風，也簡稱海龙捲或水龍捲，指发生在海上的龙卷风，由于特殊的气象条件，其持续时间比陆上龙卷风要长，强度也较大，但其直径比陆龙卷风略小。常以海龙卷群的方式出现。海龙卷一般的运动规律是以每小时50公里速度沿直线运动，运动过程中上部会因气流的原因向特定方向倾斜，同时会发生壮观的“龙吸水”景象。海龙卷的破坏力表现在它能把海上船只吸入其中，对航行影响较大，故号称“风霸王”。
海龙卷群生成过程依次是：
- 吸管涡旋，一般在30米以下，但其破坏力惊人，有时比台风还大，由于其涡旋轴范围小，气压梯度特别大，压力差可高达20百帕以上，造成内部风速多在每秒100米以上。
- 龙卷漏斗，也是常见的漏斗云，它的尺度约为300米，一根漏斗云里，有数个吸管涡旋，所以也称母涡旋。
- 龙卷涡旋，又称小龙卷气旋，作用在1-3公里范围内。是由多个龙卷漏斗组成。
- 龙卷气旋，作用范围3-10公里，由各个龙卷涡旋组成。
- 母龙卷气旋，作用范围10-20公里，由多个龙卷气旋组成，其威力属海龙卷之首。[1]